# Ignacio Bellido
Ignacio Bellido Vicente (Salamanca, 24 de enero de 1938), psiquiatra, poeta y escritor español.

## Biografía
Es Doctor en Medicina por la Universidad de Salamanca con la calificación de "Sobresaliente cum laude". Ha ejercido como profesor de la misma durante tres años y es especialista en Psiquiatría con formación psicoanalítica.
En 1960 acredita sus grandes dotes de actor en la compañía del Teatro Universitario con obras de Brecht, García Lorca, Luigi Pirandello, Lope de Vega o Ionesco. Fue partenaire de la gran actriz salmantina Charo López en la primera obra que ésta representó como actriz. Forma parte del grupo estudiantes con manifiestas inquietudes literarias y artísticas que se agrupan en el "Club de Letras" que albergó el Café Novelty por aquellos años: el pintor Luis de Horna, el pintor y poeta Aníbal Núñez, el escritor y periodista José Martín Barrigós, el poeta José Miguel Ullán, el escritor Miguel Cobaleda, junto con el gran fotógrafo e impresor José Núñez Larraz. Animadores de la vida cultural universitaria fueron impulsores, organizadores y participantes de recitales, lecturas teatrales, representaciones de infinidad de autores teatrales y de poetas, así como redactores de las revistas estudiantiles "El Gallo" y "Más" y de la emisión universitaria "Ser y tiempo" en Radio Salamanca, creada y dirigida por Martín Barrigós.

## Trayectoria médica
Fue uno de los protagonistas ampliamente reconocido, del cambio abismal en el que consistió la Reforma de la Salud Mental en España, que posteriormente fue refrendada junto con otras parcelas de la organización sanitaria, en la Ley General de Sanidad, por el Congreso de los Diputados y promulgada el 25 de abril de 1986 en España y en ella se establece la regulación de las acciones encaminadas a la protección de la salud establecida en el artículo 43 de la Constitución española. En su Título III define a las prestaciones públicas y sus estructuras como un Sistema Nacional de Salud, con una organización de sus servicios establecida por las distintas comunidades autónomas.
En 1968 marcha a EE. UU., con una Beca Fulbright, y en la Universidad de Yale, investiga en los campos de la Psiquiatra Comunitaria, que posteriormente se aplicarían en las reformas hospitalarias que comenzaron en Oviedo, de l969 a 71, y se fueron extendiendo al resto de España. Estas reformas buscaron la humanización de los manicomios españoles y fueron evitando, en el tiempo, el almacenaje y el trato inhumano de muchos enfermos, sometidos a "tratamientos" como las curas insulínicas, el electrochoque, las camisas de fuerza etc, sustituyéndolas por abordajes psicoterapéuticos y externaciones controladas en régimen comunitario. Durante estos periodos, dirigió el Hospital Psiquiátrico de Albacete y fue Jefe de Servicio en la Comunidad de Madrid, así como Director del Centro de Psiquiatría Comunitaria de Santa Coloma de Gramanet, Barcelona, donde reside en la actualidad.
Ha publicado diversos trabajos de investigación en distintos campos de la psiquiatría y neurología. Como poeta, es miembro del grupo Laie, de Barcelona. Su obra ha sido traducida al inglés, alemán, francés y danés.

## Premios literarios
- Premio Tigre Juan (1980), por la novela Jardín de orates. Es una crítica a los hospitales psiquiátricos de la época de la dictadura, y al tiempo una clara muestra de la alienación del hombre en sus necesidades de expresión: Antonio Machado es el paradigma, en forma de libro, de esta novela ISBN 978-84-300-4276-0
- XII Premio Internacional de Poesía Miguel de Cervantes (2007), por el poemario Relativos de duda, que supone una renovación de las actuales líneas poéticas, aportando una visión del micro y macrocosmos, y de los mensajes del inconsciente.

## Obras
Narrativa
- Jardín de orates, novela, Premio Tigre Juan, 1980
- "Andanzas y decires de Leonardo y Barbarello", conjuntamente con la poeta chilena Norma Duch Roveri.

Poesía
- Nordiso (1969)
- Forma de ser (1985)ISBN: 9788476280096
- Círculos y Cilindros (2004), en colaboración con la poeta argentina Juliana Rodríguez
- Crepúsculos involuntarios (2005)ISBN: 8493374075
- Treinta y seis (2006)
- Relativos de duda (2007), ganador del XII Premio Internacional de Poesía "Miguel de Cervantes"
- Palabra en New Haven. (Fantasía con John Ashbery) (2008)
- En el abismo de la palabra (2012) ALKAID EDICIONES
- Mausoleos del pensamiento (2012) ALKAID EDICIONES
- En el continuum (2014), ALKAID EDICIONES, versión en papel, y versión e-book.
- "Esse est percipi" (2014), PARNASSEDICIONES.
- "La oración del agua"(2015).Lulu.Ed.Raleigh, NC .EE. UU.
- "Las cenizas del laberinto" Lulu.Press.EE. UU.2015
- "El silencio del pentagrama". Lulu Press.NC.EE. UU
- "Días de ingravidez". Lulu Press.Nc EE.UU. 2015
- "Rhapsody in blue" Lulu Press.2015.NC EE.UU.
- "Aburrimiento corporal" Lulu Press.NC EE.UU.2015
- "Abluciones y reverencias". Lulu Press. NC. EE.UU.2015
- "En el Pandemonium".Lulu Press, NC. EE.UU.2015
- "Acuarela sin melodía". Lulu Press.NC. EE.UU.2015
- "La sentencia del Sol".Lulu Press NC. EE.UU.2015
- "Último placer".Lulu Press.Raleigh.NC.EE.UU:
- "Oración y límite". Lulu Press.Raleigh.NC.EE.UU.
- "Burlas en la densidad del misterio".Lulu Press.NC.USA.2015
- "Oraciones apócrifas".LuLu Press.NC.USA.2015
- "El camino y su noche". Lulu Press.NC.USA.2015
- "Mi cuerpo en bolsas de llegada".Lulu Press.NC.USA
- "Las tres moradas".Lulu Press.NC. USA.2015
- "Mis dudas sobre el silencio".Lulu Press NC.
- "Injurias y sonetos". Lulu Press.NC 2015 USA
- "La armonía puede ser un juego de diván".Lulu Press.NC.USA
- "Réquiem de alborada".Lulu Press.Raleigh.NC.USA
- "Poemas para destrozar tu alma".Lulu Press.NC.2015.USA
- "La mirada de la Cruz del Sur"(Poeta en Buenos Aires).Lulu Press.2015.NC.USA
- "Las palabras y el tiempo" (Antología).Lulu Press.NC.USA 2015
- "Quebrado amanecer".Lulu Press.NC. USA 2015
- "Morituri".Lulu Press.2016.NC.EE.UU.
- "Mentes Paralelas" Lulu Press.EE.UU-2016
- "Anomalías". Lulu.Press .EE.UU.2016
- "Desde un cerebro muerto". Lulu Press 2015.EE.UU.
- "Limitaciones".Lulu Press-EE.UU.2016
- "Mensajes de Aarón"-2016.L.P. USA
- "Bajo la luz de un tiempo adormecido" Lulu Press.2106.EE.UU
- "Cantos Colaterales".Lulu Press-USA.2106
- "Salmos de invierno".Lulu Press-NC-EE.UU.-2017
- "El título ha de llegar..."Lulu Press-NC-.EE.UU.2017
- "Cuerpo indefinido".EE.UU. Lulu Press. 2017
- "Har-Meghiddóhn"".Lulu Press.NC.USA.2017
- "Crucigrama de un destello".Lulu Press.NC.USA.2017"
- "Wittgenstein no pudo ser un salmo."Lulu Press,USA.2018
- "Mansión de lluvia" L.P.USA 2018
- "Color de soledad". Lulu Press.NC.USA.2018
- "Puerta de unión". NC.USA .LuLu Press 2108
- "Alegría de caminos" NC.USA.Lulu Press 2018
- "Sendero en las dunas". Lulu Press.USA.2018
- "El deseo y la alborada". Lulu Press.USA.2018
- "La burla en ministerio". Lulu Press NC.USA 2018
- "Desde mundos paralelos" Lulu Press NC.USA.2108
- "La sombra de la musa" Lulu Press NC. USA.2108
- "Bajo presión y luz",NC,USA.Lulu Press 2118
- "Desde una tumba ignorada",,Lulu Press.NC.USA 2019
- "En el misterio" NC.USA,Lulu Press 2018-19
- "Abismo Zen".NC-USA.Lulu Press.2019
- "Ritos de poder".NC-.USA.Lulu Press 2019
- "Armonía en el misterio" USA.Lulu Press.NC.2019
- "Travesuras poéticas y otros desacatos".NC-USA.2019
- "Momentos".Lulu Press.NC.USA.2020
- "Naúrea".Lulu Press NC-USA. 2020
- "Lamentos de principio-fin".NC-USA. 2020
- "La locura de Dios".LULU PRESS.NC-USA 2020

Ha participado en varias antologías con poetas de distintos países de habla hispana y catalana, las más significativas son: 
- Odaldecir
- Alcor
- Experimento poético
- Nueva poesía Hispano-Americana
- Versos Diversos. Antología del Grupo poético Laie.
- La luna en verso, editada en Granada, 2013.
- Poesia en acció .Barcelona.
- "A Verso Abierto".Buenos Aires.
- Escritores recónditos.Parnass Ed.Barcelona 2016
- "Las voces de Ariadna". Parnass Ed.Barcelona 2018

También ha publicado poemas en diversas revistas, como por ejemplo en el número 13 de la revista de divulgación multitemática ALKAID REVISTA, editada en Valladolid, 2011.
- "EXTRAMUROS".Revista Literaria.Nº 43-44.Granada.2009.

- "ÁLORA, LA BIEN CERCADA".Revista Internacional de Letras.Nº26.Málaga.2009.

etc..

## Características de su poética
En el libro "En el Continuum" se destaca, en palabras de la poeta española Pilar Iglesias de la Torre que, "Ignacio Bellido, consciente de su realidad y de la que le rodea, reivindica ese origen cíclico, interminable, procedente del estallido de las supernovas que, después de un largo y complejo periplo en el que da una nota de color al universo, vuelve a ser polvo de nuevas estrellas. Pero, en esa nota de color en el micrómetro temporal en el que se desarrolla, aprovecha para desplegar todo un abanico de matices en el que el yo poético analiza los infinitos fractales que componen el dentro y fuera del uno mismo. 
Nada escapa a su mirada profunda, conformando el poemario, una suerte de reflexiones, ya procedentes del paisaje interior, ya del exterior del poeta, nos conducen a las preguntas ontológicas por antonomasia que se ha hecho la humanidad a través de los tiempos, tintadas de un marco existencial de firmes valores éticos. No le falta al autor, la ironía, la pregunta que, sobre la melodía de un concertino, se introduce en las alforjas íntimas del lector no dejándole indiferente.
Hay una llamada de atención constante al estilo de hilado con el que estamos construyendo el tejido de la sociedad, y a ese ecosistema del que formamos parte indisoluble. Una denuncia de las distorsiones que, en diferentes planos del quehacer cotidiano de los hombres, llevan a un final abrupto de no corregirse. Tampoco huye del autoanálisis, ni del convencimiento de nuestra pequeñez en la inmensidad del cosmos, de ese espacio-tiempo que, ni la física cuántica logra comprender aún en su totalidad. Reivindica la cooperación con el otro, como verdadero encuentro en el que la profundidad de las mentes, pueden desarrollar todo su potencial de valores disfrutando de la sinfonía emocional que permite la verdadera realización del ser.
Su estilo metafórico comprende una paleta cromática fruto del amplio devenir que el autor ha ido fraguando a lo largo de la interiorización de tan diversos quehaceres profesionales, culturales, sociales o de ocio, que han sucedido en muy diferentes épocas y territorios de distintos países. Por eso, esa maestría en la fusión de claves y conceptos, hace de la lectura de cada poema un descubrimiento de nuevos matices sensoriales, emocionales o éticos, que le convierten en una reflexión continua, sumergiendo al lector en una poliédrica actitud existencial. Cada poema es un mundo, cada metáfora una espiral, cada verso, un camino. Ignacio, hijo de su tiempo, convierte a la palabra en nexo de unión y tránsito, como semilla hacia el futuro. Hacia esa vuelta a las estrellas y al interior de uno mismo: viaje que trasciende lo efímero del presente en una ecuación armónica."